# Ко Юнджон
Ко Юнджон (кор. 고윤정, 高胤禎; род. 22 апреля 1996, Сеул) — южнокорейская актриса и фотомодель. Она дебютировала в 2019 году с ролью школьницы Ким Сохён в телесериале «Психометрик» и получила признание после роли Пак Юри в дораме Netflix «Милый дом» в следующем году. Среди других известных ролей — Чхоён в «Алхимии душ» (2022—2023) и Ли Джису в «Игре смерти» (2023—2024). За роль Чан Хёсу в супергеройском телесериале «В движении» в 2024 году Юнджон получила кинопремию «Голубой дракон», одну из двух, наряду с «Пэксан», наиболее значимых в Республике Корея, в категории «Лучшая актриса-новичок».

## Биография
Родилась в Сеуле 22 апреля 1996 года. Окончила Сеульский женский университет как бакалавр искусств в области современного искусства. В дальнейшем три месяца посещала школу экшен-фильмов. Свою карьеру начала в мире моды в качестве модели компании MAA Entertainment, снимаясь для рекламы таких компаний как Синсегэ, а также для косметических компаний, модных брендов и новостных агентств, в частности Nike, Giorgio Armani, Dior, Boucheron, Ritz Crackers, L’Oréal и Hoegaarden, благодаря чему получила статус одной из «королев CF».
Первой ролью Ко Юнджон стала роль в сериале «Психометрик», где она сыграла школьницу Ким Сохён, подругу главной героини, забеременевшей во время обучения в старшей школе. Эта роль привлекла внимание общественности благодаря выдающейся внешности актрисы, хотя ей и было уделено очень мало экранного времени. Её лицо считают «золотым стандартом для пластической хирургии» из-за идеального соотношения и ромбовидности носа, что превзошло раннюю моду на «золотое сечение». В 2020 году вместе с Пак Погомом снялась в музыкальном клипе Ли Сынчхоля на песню «I Will Give You All», саундтрек к вебтуну «Легендарный лунный скульптор». Прорыв и широкая популярность пришли к ней в этом же году с ролями в двух сериалах компании Netflix — «Школьная медсестра Ан Ынён», где она сыграла роль Чхвэ Юджин, и в особенности, в «Милом доме», истории парня-одиночки, который покинул свой родной дом и переехал в другую квартиру, где стали происходить странные и пугающие вещи. Сериал стал первым в Корее сериалом такого жанра и получил признание благодаря режиссёру Ли Ынбоку, известному длинным списком успешных драматических сериалов. Роль Ко Юнджон, несмотря на второстепенность, вызвала восторг у публики, благодаря чему актриса проложила себе дорогу для продолжения кинокарьеры. В сериале она сыграла персонажа, нетипичного для проектов такого рода, сильную женщину, похожую больше на «отважного мальчика» с непоколебимой силой, энергией и уверенностью в себе, но при этом крайне элегантного, обыграв тему таинственности «рыцаря ночи». Благодаря этому Юджон заняла первое место среди самых обсуждаемых персон пока сериал занимал первое место в глобальном списке хитов Netflix. В дальнейшем её фотография появилась в фотосете для разворота журнала Dazed, а в дальнейшем, в ходе своей карьеры, побывала моделью для обложек большинства южнокорейских журналов и корейских версий мировых изданий, таких как Elle, Vogue, Cosmopolitan и многих других.
В 2021 году и 2022 году Ко Юнджон сыграла эпизодические роли в сериалах «Новички в полиции» с Даниэлем Каном в главной роли и Чон Йесыль в «Школа права», девушки, которая подвергалась систематическому насилию со стороны своего парня, пользовавшегося положением своего отца, члена Национального собрания.
В том же 2022 году Ко Юнджон дебютировала на большом экране в кмнофильме «Охота», режиссёрском дебюте актёра Ли Джонджэ, показанном в 2022 году на Каннском кинофестивале. Роль получила широкое признание и стала одной из самых масштабных в карьере актрисы, принеся ей целый ряд номинаций на премии «Лучшая новая актриса»: «Голубой дракон», Buil Film Awards, «Большой колокол» и «Пэксан». В июне того же года актриса получила второстепенную роль в историческом фэнтези-сериале «Алхимия душ», который рассказывает реальную историю Кореи в фэнтези-ключе. Остросюжетный сериал, в котором Ко Юнджон сыграла убийцу Наксу, наставницу Чанъука (Ли Джэук), которой необходимо было ради выживания поменяться телами со служанкой Мудон (Чон Сомин), вошёл в топ 10 мирового топа компании Netflix. Во втором сезоне «Алхимии душ», вышедшем в декабре того же года, персонаж Ко Юнджон был уже одним из главных действующих лиц, получив признание критиков, которые отмечали, что Юнджон своей игрой приковывает их взгляды к экранам, не давая оторваться, и выполняет свою довольно сложную роль стабильно и без проблем, «наиболее полно выражая свои безграничные актёрские способности», а критик Лим Суён из корейского киножурнала Cine21 поставил Ко Юнджон на первое место в списке лучших новых актрис года, отметив что в «Охоте» и втором сезоне «Алхимии душ» актриса примерила на себя разные образы, отлично воплотив их на экране и смогла привлечь внимание новых поклонников. Критики журнала также включили Ко Юнджон в шортлист списка лучших актёров, которые обеспечат будущее корейской киноиндустрии, и отметили, что хотя первоначально она привлекла внимание благодаря своей красоте, актрисе удалось быстро доказать, что актёрскими способностями она далеко не обделена.

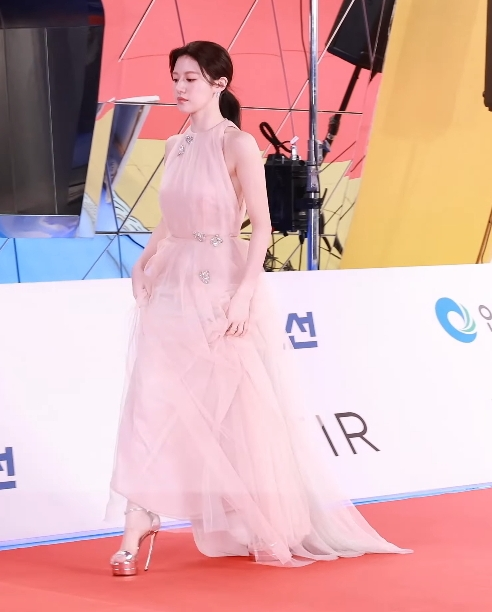
На ковровой дорожке премии «Голубой дракон» 2024 года

В 2023 году Ко Юнджон снялась в роли Чан Хёсу в научно-фэнтезийной супергеройской семейной драме Disney+ «В движении», посвящённой детям с суперспособностями в мире, где они вынуждены скрывать свой дар от других людей. Сериал получил широкое признание телезрителей, став хитом. Роль Юнджон была одной из ключевых в сериале наряду с ролями Ким Дохуна и Ли Джонха. За эту роль Ко Юнджон получила серию номинаций на награды, в том числе «Пэксан», а также одержала победу в категориях «Лучшая начинающая актриса» на Asia Contents Awards & Global OTT Awards и «Лучшая актриса-новичок» на «Голубом драконе». Роль также получила признание критиков: Ли Ючхэ из Cine21 поставил актрису на первое место среди лучших актрис в телевидении года и отметил, что хотя Ко Юнджон и дебютировала соврем недавно, в этом сериале она сыграла намного лучше многих и смогла прыгнуть на недосягаемую высоту, выше, нежели от неё ожидалось, поскольку смогла привнести свою толику индивидуальности персонажа, который мог казаться плоским и лишённым её в другом случае, рассказав лишь стандартную «историю взросления».
В 2023—2024 годах вышла получившая широкое признание критиков и зрителей и кассовый успех дорама tvN и Amazon Prime «Игра смерти» с Пак Содам и Со Ингуком в главных ролях и другими звёздами в остальных, жестокая фэнтези-драма о любви и эгоизме. Главный герой по велению Смерти в исполнении Пак Содам вынужден прожить 12 чужих жизней. Ко Юнджон сыграла роль возлюбленной главного героя Ли Джису, писательницы, которая получает широкое признание своего романа. После самоубийства главного героя она долго горюет по нему, а затем начинаются романтические отношения Джису с очередным перерождением главного героя. В конце концов последний признаётся в том, что он застрял в кольце перерождений, и вместе герои гибнут от наезда, намеренно устроенного антагонистом сериала Пак Тхэу (Ким Джихун). Дальнейшие две серии сводятся к мести главного героя в своих новых перерождениях за убийства. После роли в этом сериале редакторы корейской версии журнала «Форбс» включили Ко Юнджон в список 40 топ-звёзд года, расположив на 36 месте.
В 2025 году вышел ещё один сериал с участием Ко Юнджон — «Жизнь человека, который однажды станет мудрым» — медицинская драма, спин-офф сериала «Врачебная мудрость», в которой она сыграла главную женскую роль О Лиён. Изначально сериал планировалось выпустить в конце 2024 года, однако забастовка врачей из-за массовых увольнений, связанных с политикой правительства Республики Корея по увеличению числа студентов медвузов, разрушило эти планы. Также во второй половине года должна выйти во вторая дорама с её участием — «Можно ли перевести эту любовь?», где она предстанет в роли всемирно известной суперзвезды Чха Мухи́, романтическая комедия с классическим сюжетом влюблённости простого парня в популярную актрису.

### Личная жизнь и увлечения
В свободное время Ко Юнджон занимается сборкой Лего-конструктора, пилатесом или выпечкой, а также периодически пересматривает свои любимые фильмы.

## Фильмография
| Год       |   | Русское название                                     | Оригинальное название        | Роль          |
| --------- | - | ---------------------------------------------------- | ---------------------------- | ------------- |
| 2019      | с | Психометрик                                          | 사이코메트리 그녀석          | Ким Сохён     |
| 2020      | с | Школьная медсестра Ан Ынён                           | 보건교사 안은영              | Чхвэ Юджин    |
| 2020—2023 | с | Милый дом                                            | 스위트홈                     | Пак Юри       |
| 2021      | с | Школа права                                          | 로스쿨                       | Чон Йесыль    |
| 2022      | ф | Охота                                                | 헌트                         | Чо Юджон      |
| 2022      | с | Копы-новички/Новички в полиции/Мой полицейский класс | 너와 나의 경찰수업           | Камео (4 эп.) |
| 2022—2023 | с | Алхимия душ                                          | 환혼                         | Накса/Чхоён   |
| 2023      | с | В движении                                           | 무빙                         | Чан Хёсу      |
| 2023—2024 | с | Игра смерти/И Джэ должен умереть                     | 이재, 곧 죽습니다            | Ли Джису      |
| 2025      | с | Жизнь человека, который однажды станет мудрым        | 언젠가는 슬기로울 전공의생활 | О Лиён        |
| 2025      | с | Можно ли перевести эту любовь?                       | 이 사랑 통역 되나요?         | Чха Мухи      |

## Награды и номинации
| Год  | Церемония                                | Награда                   | Фильм/Сериал | Роль      | Итог      |
| ---- | ---------------------------------------- | ------------------------- | ------------ | --------- | --------- |
| 2022 | «Голубой дракон»                         | Лучшая актриса-новичок    | Охота        | Чо Юджон  | Номинация |
| 2022 | Buil Film Awards                         | Лучшая актриса-новичок    | Охота        | Чо Юджон  | Номинация |
| 2022 | «Большой колокол»                        | Лучшая актриса-новичок    | Охота        | Чо Юджон  | Номинация |
| 2022 | «Пэксан»                                 | Лучшая актриса-новичок    | Охота        | Чо Юджон  | Номинация |
| 2023 | Asia Contents Awards & Global OTT Awards | Лучшая начинающая актриса | В движении   | Чан Хёсу  | Победа    |
| 2023 | «Пэксан»                                 | Лучшая актриса-новичок    | В движении   | Чан Хёсу  | Номинация |
| 2024 | «Пэксан»                                 | Самая популярная актриса  | нет          | Ко Юнджон | Номинация |
| 2024 | «Голубой дракон»                         | Лучшая актриса-новичок    | В движении   | Чан Хёсу  | Победа    |

### Комментарии
1. ↑  В русскоязычных источниках также встречаются не соответствующие системе Концевича другие имена: Го Юн Джон[2], Го Юн-джон[3], Го Юн Чжон[4], Ко Юн-джон[5].